# Erich Michelsen
Erich Michelsen (* 13. Juni 1879 in Danzig; † 13. März 1948 in Kunming in China) war ein deutscher Jurist und Diplomat als Generalkonsul ernannt.

## Leben

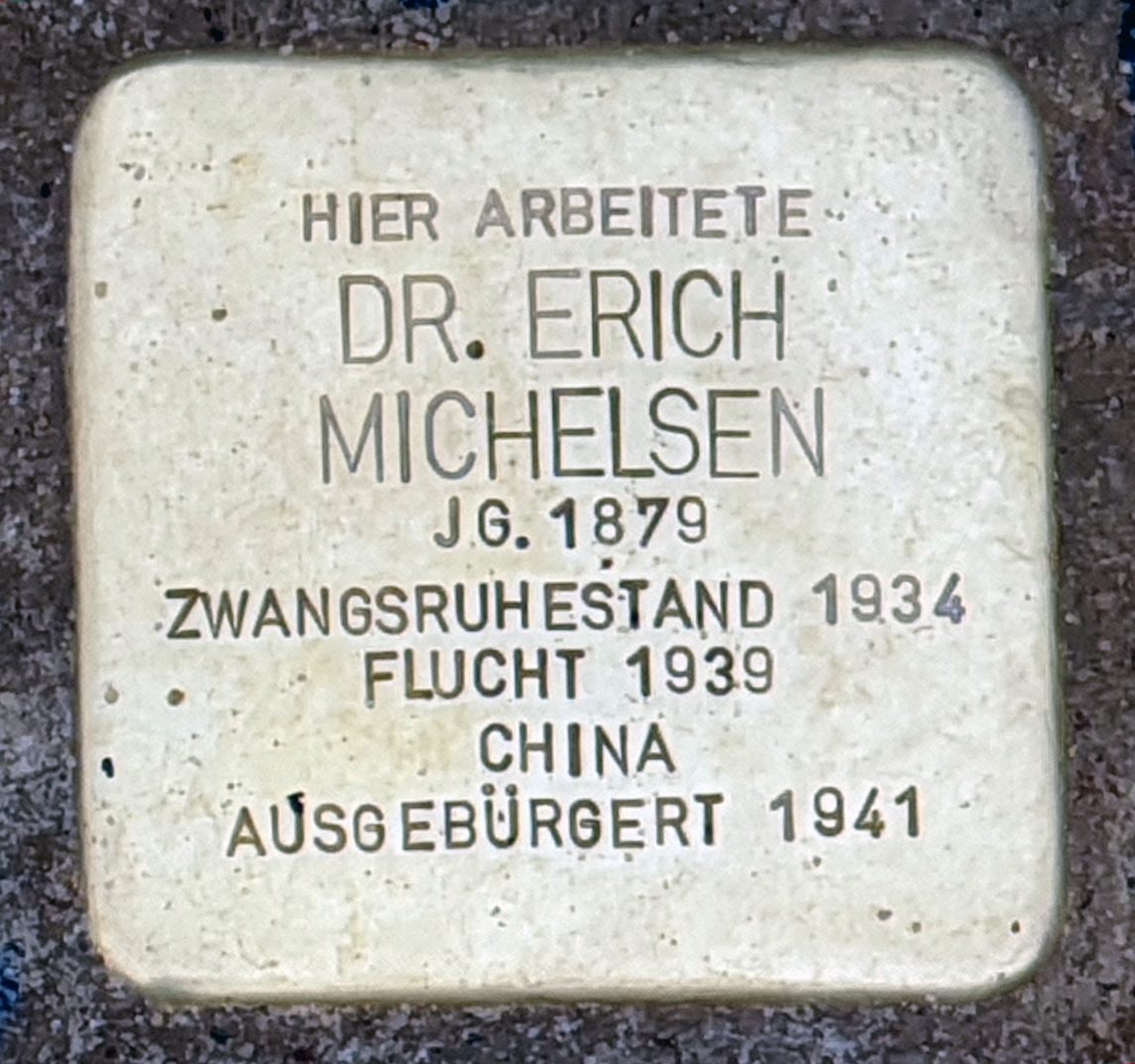
Stolperstein am Haus, Wilhelmstraße 92, in Berlin-Mitte

In Danzig besuchte Erich Michelsen das Gymnasium und legte dort im August 1897 das Abitur ab. Die Erziehung im Elternhaus erfolgte nach den Werten des evangelisch-lutherischen Glaubens, obwohl die Mutter jüdischer Abstammung war. Nach dem Schulabschluss begann er ein Studium der Rechts- und Staatswissenschaften, der Volkswirtschaftslehre und der chinesischen Sprache an der Friedrich-Wilhelms-Universität zu Berlin. Die Sprachausbildung erfolge am Seminar für Orientalische Sprachen in Berlin. Das Diplom für Chinesisch erhielt er im Juli 1900. Bereits im Folgejahr absolvierte er das Referendarexamen. Zum Jahresende 1901 promovierte er sich zum Dr. jur. mit dem Thema des Förderungsübergangs kraft Gesetzes (Cessio legis). Kurz darauf wurde Michelsen im Juni 1901 als Dolmetscher im Verwaltungsdienst des Gouvernements Kiautschou eingesetzt. Hier bestand er im Sommer 1904 seine Erste Dolmetscherprüfung und 1905 legte er die Zweite Dolmetscherprüfung ab. Somit konnte er im Sommer des Jahres als Dolmetscher bestätigt werden. Es schloss sich daran 1911 das zweite Assessorenexamen an und im Mai wurde er zum Bezirksamtmann in der Verwaltung von Kiautschou ernannt. Ab Juli 1913 war er als Dozent für die Fächer Rechts- und Staatswissenschaften an der deutsch-chinesischen Hochschule in Tsingtau tätig. Sein Vorgesetzter war hier Georg Keiper (1877–1951), als Direktor der Hochschule. Im folgenden Jahr wechselte er mit seiner Lehrtätigkeit an die deutsche Medizin- und Ingenieurschule in Shanghai.
Während seiner Lehrtätigkeit wurde Erich Michelsen ab Sommer 1914 am deutschen Generalkonsulat Shanghai kommissarisch beschäftigt. Diese wurde dann im März 1917 mit dem Abbruch der diplomatischen Beziehungen zwischen China und Deutschland unterbrochen. Dafür wechselte er zur Betreuung und Wahrnehmung der Interessen Deutschlands sowie seiner Staatsangehörigen ab September 1917 zum niederländischen Generalkonsulat in Shanghai. Als nach dem Zusammenbruch des deutschen Kaiserreiches Ende 1918 nach einer Lösung für die von ihm wahrgenommenen Verpflichtungen gesucht wurde, erhielt er übergangsweise eine kommissarische Beschäftigung beim Reichsschatzministerium. Doch im September 1919 wurde er erneut ins Auswärtige Amt einberufen. Eingesetzt wurde Michelsen in der Abteilung IA (Politik), Referat Ostasien. Anfang 1920 erfolgte dann seine Entsendung an die diplomatische Vertretung der Weimarer Republik in Tokyo. Hier unterstützte er die Wiedereinrichtung der deutschen Botschaft, wie sie dann ab Dezember 1920 auch wieder als solche fungierte. Der Schwerpunkt seiner Arbeit bezog sich dabei auf die Abwicklungsaufgaben für Kiautschou. Dabei ging es in erster Linie um die Verwaltung und Bearbeitung der Entschädigungsansprüche von Kiautschou-Deutschen. Er erhielt im Mai 1920 die Amtsbezeichnung als Konsul. Bereits zwei Jahre später erfolgte seine Ernennung zum Gesandtschaftsrat II. Klasse. Diese Aufgaben im Abwicklungsamt beschäftigten Michelsen bis Anfang 1926.
Kurz darauf im März 1926 wurde Erich Michelsen wieder zur kommissarischen Beschäftigung ins Auswärtige Amt geholt. Hier wurde er in der Abteilung IV. (Osteuropa, Skandinavien, Ostasien) im Referat Japan, Mandschugebiete und Indien verwendet. Im August 1926 wurde ihm die Leitung des Referates Chi (China) übertragen. Ein Jahr darauf wurde er zum Legationsrat I. Klasse ernannt und ab Sommer 1929 zum „Vortragenden Legationsrat“ erhoben. Auf Grund seiner außerordentlich guten Landeskenntnisse und des Einfühlungsvermögens in die speziellen Themen übernahm Michelsen im August die Leitung der Unterabteilung Ostasien. Als es im Rahmen der Neuordnung von Aufgabenfeldern im Auswärtigen Amt und personellen Neubesetzungen Anfang 1933 im Haus kam, führte er kurzzeitig ab August 1933 auch die Abteilung IV. kommissarisch. Einen Monat darauf wurde am 16. September 1933 seine Ernennungsurkunde zum Generalkonsul für Shanghai ausgefertigt. Eine telegrafische Anweisung war auch bereits nach China gegangen. Jedoch schaltete sich kurz vor seiner Abreise der Beauftragte des Reichskanzlers für Wirtschaftsfragen Wilhelm Keppler (1882–1960) in diesen Sachverhalt mit der missbilligenden Feststellung ein, dass „ein Jude“ zur Besetzung vorgesehen sei. Trotz der schriftlichen Klarstellung durch das Auswärtige Amt, dass Michelsen „der beste Chinakenner (ist), über den wir verfügen“ wurde dem Druck von außen nachgegeben. Nach Kenntnisnahme dieser Interventionen reagierte Michelsen mit eigener Beurlaubung und gab schriftlich sein Einverständnis, dass die Entsendung rückgängig gemacht wird. Im Januar 1934 wurde er in den einstweiligen und im März 1934 in den dauerhaften Ruhestand versetzt. Statt seiner wurde dann der Verbindungsmann zur obersten SA-Führung Hermann Kriebel (1876–1941) auf den Posten gesetzt.
Erich Michelsen wurde daraufhin von der Außenhandelsfirma Otto-Wolf als Ostasienberater eingesetzt. Am 5. Februar 1939 musste er nach China emigrieren und nahm seinen Wohnsitz in Kunming. Seine tatsächliche Ausbürgerung erfolgte dann 1941 nach der Verordnung zum Reichsbürgergesetz. Am 13. März 1948 verstarb Erich Michelsen in Kunming. Aber damit war noch nicht das an ihm begangene Unrecht getilgt. Es vergingen noch weitere fünf Jahre, ehe am 11. Mai 1953 ein Wiedergutmachungsbescheid erlassen wurde. Posthum.

## Familie
Die Eltern von Erich Michelsen waren der Apothekenbesitzer Oskar Michelsen und seine Ehefrau Rosalie, geborene Baschwitz. Im März 1907 heiratete Erich Michelsen Käte Baschwitz. Aus der Ehe ging ihr Sohn Niklas Michelsen (* 1904) hervor.

## Ehrungen
- Am 5. Oktober 2021 wurde vor seinem ehemaligen Wohnort, Berlin-Wilmersdorf, Jenaer Straße 19, ein Stolperstein verlegt.
- Ein weiterer Stolperstein wurde am 5. November 2021 vor dem ehemaligen deutschen Außenministerium, Berlin-Mitte, Wilhelmstraße 92, für ihn verlegt.

## Publikationen
- Der Forderungsübergang kraft Gesetzes (cessio legis) in historischer und dogmatischer Darstellung, Danzig 1901
- Ein Rückblick auf Tsingtaus Entwicklung, Vortrag vom 11. Juni 1910, Tsingtau 1910
- Völkerrecht. Tsingtau 1913, in: Enzyklopädischer Grundriss der Rechts- und Staatswissenschaften für Chinesen, Serie A; Hrsg.Deutsch-Chinesische Hochschule Tsingtau, Abteilung für Rechts- und Staatswissenschaften
- Wahlgesetze (Chinesisch-deutsche Gesetzessammlung, Band 10), Übersetzung Erich Michelsen
- Das chinesische Strafgesetzbuch, (Chinesisch-deutsche Gesetzessammlung, Band 11), Übersetzung von Erich Michelsen, Tsingtau 1913